# سومار (ائتلاف)

هو ائتلاف سياسي يساري اسباني يعرف بأنه تقدمي وذو أغلبية اجتماعية، تم تشكيله لخوض الانتخابات العامة باسبانيا لعام ٢٠٢٣، ويعتبر أكبر تحالف انتخابي في تاريخ اسبانيا حيث يضم 20 حزبًا سياسيًا

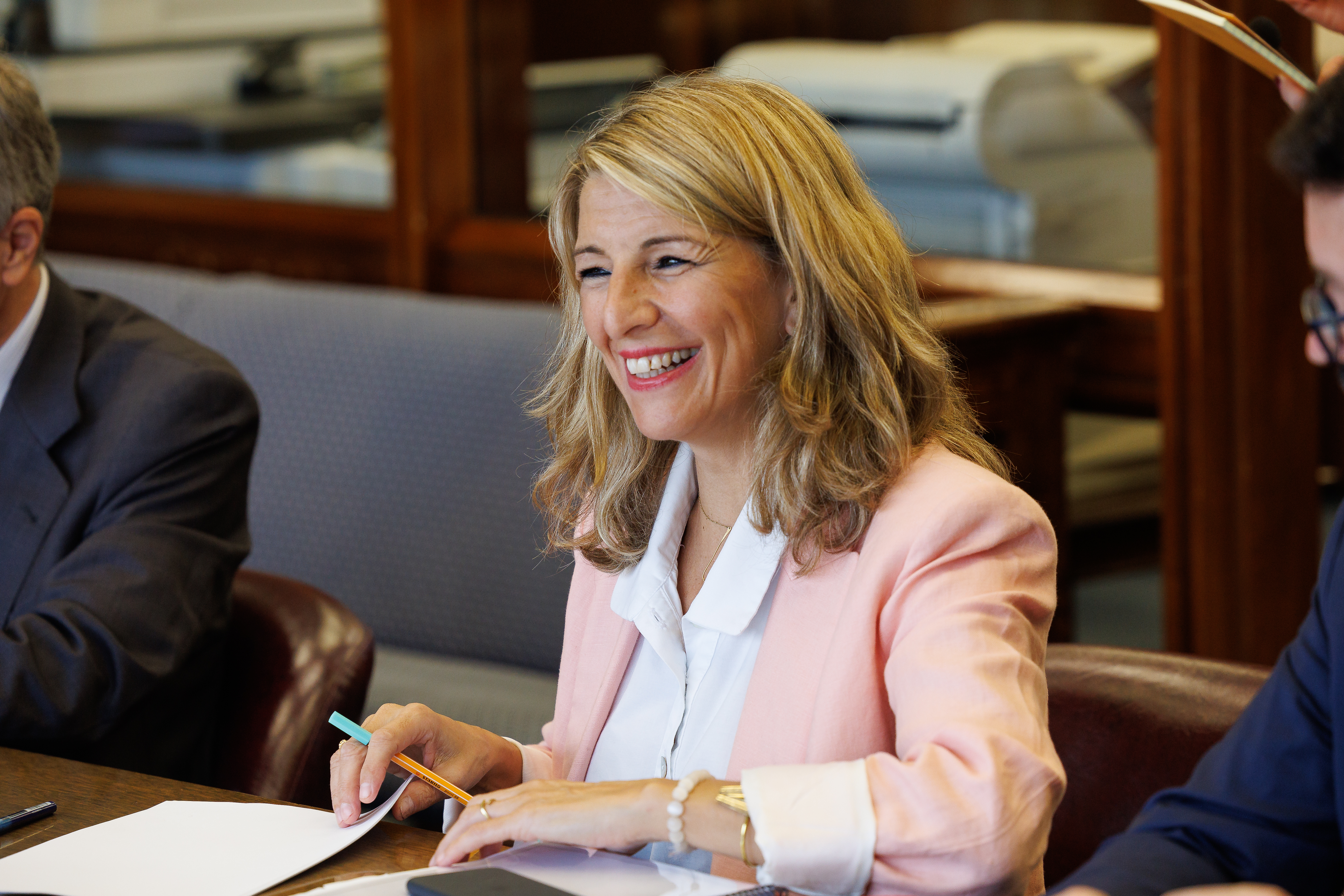

## نبذة تاريخية
في الثامن عشر من شهر مايو لعام ٢٠٢٢ تم الاعلان عن تسمية المنصة "سومار"، وذلك بقيادة السياسية الاسبانية اليسارية يولاندا دياز، وكان طلب تسجيل "سومار" قد تم تقديمه للسلطات الاسبانية في الثامن والعشرين من مارس بوصفه "جمعية" وكيان مختلف عن الأحزاب ولكنه يلبي نفس الأهداف